# Tumi

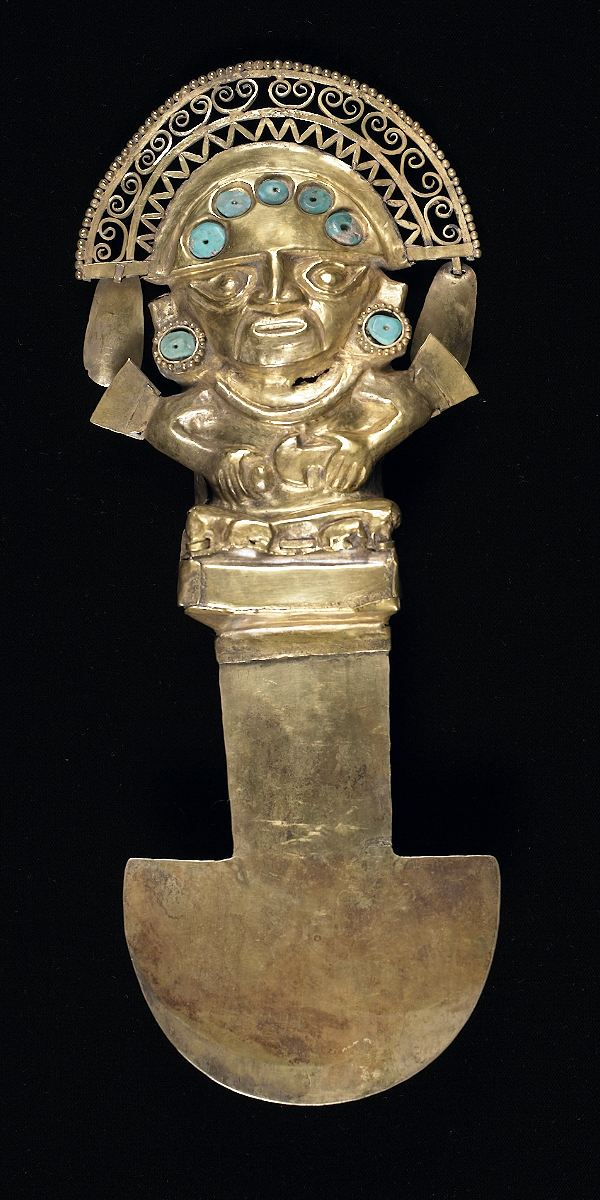

No contexto da civilização incaica, os tumis eram facas que possuíam o formato da letra "T", um símbolo do deus da medicina inca, e que eram utilizadas em diversos tipos de intervenções cirúrgicas, como por exemplo aquelas a fim de retirar ossos fraturados, pedaços de metal ou restos de armas dos crânios dos guerreiros feridos.